# Aristóbulo (filho de João Hircano)
Judas, filho mais velho de João Hircano, que assumiu o nome de Aristóbulo e foi cognominado Filo-heleno, foi um dos governadores hasmoneus da Judeia, governando por um breve período. Existem controvérsias entre os historiadores sobre se foi Aristóbulo ou seu irmão e sucessor, Alexandre Janeu, quem primeiro adotou o título de rei dos judeus, um título que estava reservado apenas para a família de Davi.

## Família
Judas era o filho mais velho de João Hircano, sumo sacerdote de Israel por 29 anos (outras versões trazem 33 e 31 anos) e rei de facto da Judeia.
Ele tinha vários irmãos, Antígono, Alexandre Janeu e mais dois outros.

## Reinado
Em 108 a.C., com a morte de João Hircano, Judas, seu filho mais velho, se tornou o governante da Judeia e sumo sacerdote. Judas assumiu o nome Aristóbulo, e foi cognominado Filo-heleno, por ter familiaridade e fazer negócios com os gregos. De acordo com Flávio Josefo, ele foi o primeiro a se declarar como rei, porém Estrabão, que possivelmente ignorou o reinado de Aristóbulo por este ter sido muito curto, diz que o primeiro rei foi Alexandre Janeu.
Aristóbulo promoveu seu irmão, Antígono, para reinar conjuntamente com ele. Os outros três irmãos foram presos no calabouço. Sua mãe, a quem João Hircano havia indicado para governar, foi também presa, e foi executada por privação de alimento.
Em 106 a.C., Aristóbulo conquistou a Itureia, e forçou seus habitantes a se converterem à religião judaica, sendo circuncidados.

## Morte
Na época da festa dos Tabernáculos, Antígono, seu irmão, estava retornando da guerra em triunfo. Aristóbulo ficou doente, e se recolheu à torre, que mais tarde seria chamada de torre de Antônio. Antígono foi ao templo orar pela cura do irmão, porém alguns conspiradores disseram que Antígono queria tomar o poder de Aristóbulo.
Aristóbulo chamou seu irmão, e avisou a seus guardas que, se Antígono viesse armado, é porque ele queria matá-lo, e eles deveriam matá-lo. Porém, em segredo, Aristóbulo enviou um recado a Antígono, pedindo para ele vir desarmado. Salomé, a rainha, e alguns amigos de Aristóbulo convenceram o mensageiro a dizer o oposto, que Aristóbulo queria ver o irmão com as roupas militares. Antígono foi morto em um local subterrâneo, chamado torre de Straton.
Logo depois, a doença de Aristóbulo piorou, causada também pelo remorso pela morte horrível do irmão. Com muita dor, Aristóbulo vomitou sangue, e quando um servo estava levando o sangue para jogar fora, o sangue caiu exatamente no lugar que estava sujo com o sangue de Antígono. Aristóbulo, comunicado do acidente, reconheceu o julgamento de Deus, entregou sua alma e morreu.

## Sucessão
Salomé Alexandra, viúva de Aristóbulo, libertou seus irmãos, e Alexandre Janeu, o mais velho e modesto deles, foi feito rei. Logo que se tornou rei, Alexandre executou um dos irmãos, acusando-o de estar conspirando contra ele.